# Ted Failon
Mario Teodoro Failon Etong (Tacloban City, 29 maart 1962), beter bekend als Ted Failon of Teodoro Failon is een Filipijns journalist, radio- en televisiepresentator en politicus. Failon presenteerde onder andere de televisieprogramma's Hoy Gising!, Hoy Gising! Kapamilya en TV Patrol World. Van 2001 tot 2007 was hij lid van het Huis van Afgevaardigden namens het 1e kiesdistrict van de provincie Leyte.

## Biografie
Ted Failon werd geboren op 29 maart 1962 in Tacloban City. Na verloop van tijd verhuisde het gezin naar Parañaque City, waar zijn vader Jose werkte als Jeepney-chauffeur en zijn moeder Josefina als marktkoopvrouw. Na zijn middelbareschoolopleiding begon hij aan een studie economie aan het Colegio de San Juan de Letran in Manilla. Na enige tijd veranderde hij echter van gedachten en startte hij een studie massacommunicatie aan de Divine Word University in Tacloban. Om zijn studie te betalen werkte hij als ober, bouwvakker en dj. Ook was hij enige tijd chauffeur en verslaggever van een lokaal radiostation dyMM.
Na zijn huwelijk in 1983 stopte hij met studeren en trad in dienst van dyMM, waar hij tot 1988 omroeper was. In 1988 begon hij als programmadirecteur bij dwGU-FM in Angeles.
In 1990 trad hij in dienst van ABS-CBN. Na verloop van tijd werkte hij zich op tot verslaggever van het nieuws- en actualiteitenprogramma 'TV Patrol'. Later mocht hij zo nu en dan invallen als presentator totdat hij uiteindelijk zelf een van de presentatoren van het programma werd. Daarnaast werd hij ook nieuwsmanager van dzMM.
Failons populariteit groeide toen hij het televisieprogramma 'Hoy! Gising' presenteerde. In het programma werden misstanden en inefficiënte praktijken binnen de Filipijnse overheid aangekaart.
In 1994 ging hij weer studeren en twee jaar later behaalde hij een bachelordiploma massacommunicatie aan de Polytechnic University of the Philippines. Ook begon hij nog aan een studie rechten aan de Arellano University, maar die studie rondde hij niet af.
Bij de verkiezingen van 2001 stelde hij zich verkiesbaar als afgevaardigde namens het 1e kiesdistrict van Leyte. Hij versloeg de zittende afgevaardigde Alfred Romualdez, een neef van voormalig first lady Imelda Marcos. Na afloop van zijn driejarige termijn keerde hij weer terug als televisie- en radiopresentator bij ABS-CBN en werd hij als afgevaardigde opgevolgd door een andere neef van Imelda, Ferdinand Martin Romualdez.
Na zijn terugkeer bij ABS-CBN werd Failon opnieuw een van de belangrijkste presentatoren van het actualiteitenprogramma TV Patrol en presenteert hij sindsdien, net als voor zijn politieke intermezzo, samen met Korina Sanchez het radioprogramma 'Tambalang Failon at Sanchez'.

## Bron
- (en)  Failon on Estrada’s Senate list, Philippine Daily Inquirer, 16 april 2009.